# Ilhago
Ilhago ist ein osttimoresischer Ort im Suco Molop (Verwaltungsamt Bobonaro, Gemeinde Bobonaro).
Der Ort besteht nur aus ein paar am Südhang eines Berges, einzeln stehende Häuser, die im Westen der Aldeia Omelai liegen, auf einer Meereshöhe von 596 m. Die Straße führt entlang des Höhenkamms nach Osten in das Dorf Omelai und nach Westen nach Gudataz (Suco Guda). Nördlich fließt unterhalb der Pa, ein Nebenfluss des Loumea. Hier liegt das Dorf Pieguda.